# Beer cheese

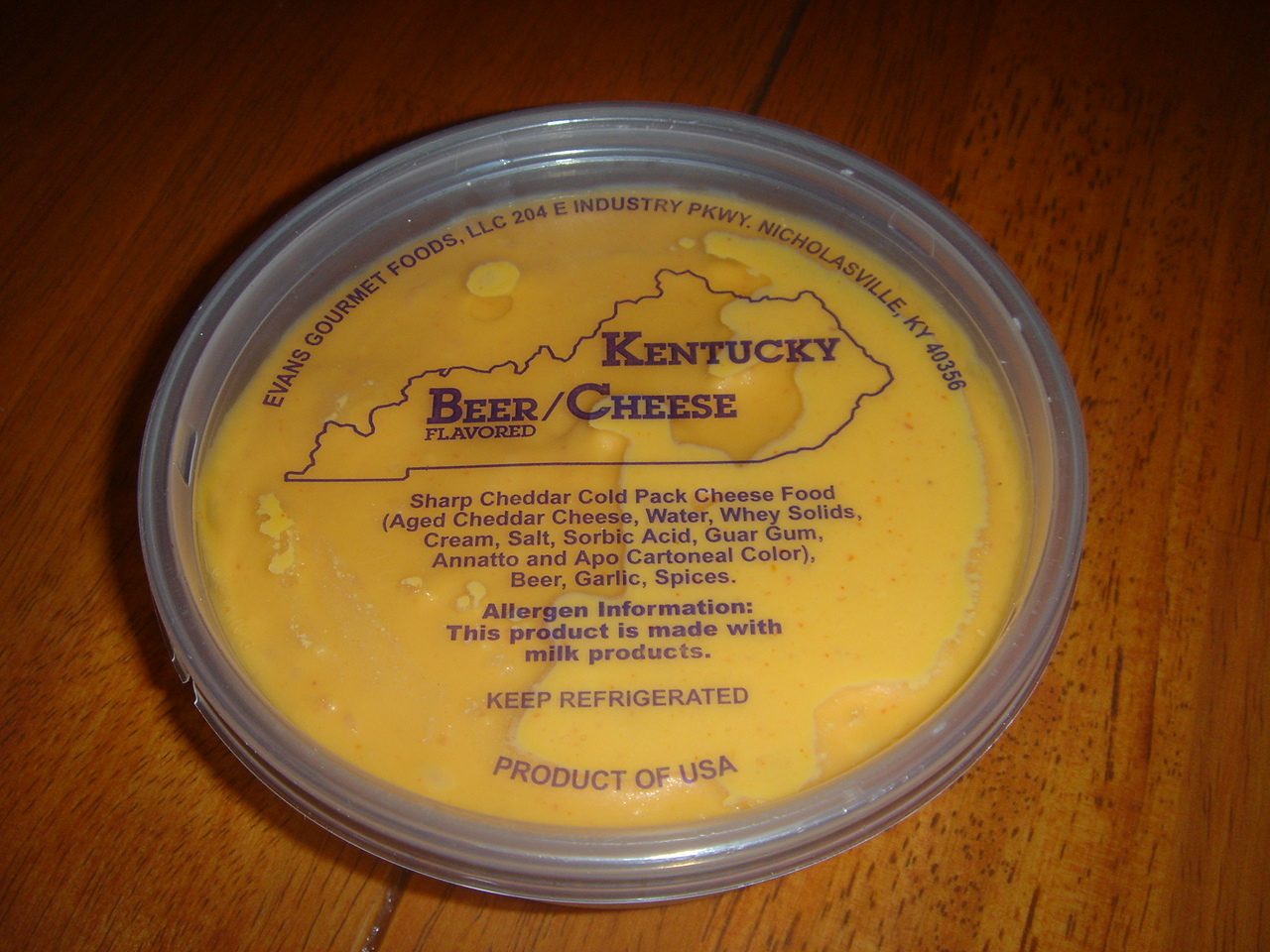
Un envase de Kentucky Beer Cheese.

El beer cheese (‘queso de cerveza’) es un queso untable presente comúnmente en Kentucky. Aunque existen productos parecidos en otras regiones de los Estados Unidos, el beer cheese no se distribuye ampliamente fuera de este estado. Existen varias marcas diferentes que son populares, incluyendo Hall's, Kentucky Beer Cheese y otras, siendo parecidas en sabor y textura. También existen muchas versiones artesanas que usan una amplia variedad de ingredientes adicionales.
El beer cheese producido comercialmente suele consistir en una base de queso procesado con un sabor fuerte a cheddar, mientras las variedades artesanas casi siempre parten de queso cheddar. A esta se añade suficiente cerveza para darle sabor y textura, además de ajo y diversas especias: mostaza seca, rábano picante y cayena. La mayoría de las variedades viene en versiones mild (‘suave’) y hot (‘picante’), pero todas tienden a tener un fuerte sabor a ajo. El beer cheese se sirve tradicionalmente con crackers salados, aunque puede servirse con otro pan o con crudités, la mayoría de las veces como aperitivo.

## Orígenes
Aunque hay historias contradictorias sobre el origen del beer cheese, parece haberse servido por primera vez en los años 1940 en un restaurante del Condado de Clark llamado Johnny Allman's. El propietario del restaurante, John Allman, acreditó la invención del plato a su hermano, Joe Allman, un cocinero de Phoenix (Arizona). Algunos dicen que la influencia del suroeste estadounidense debida a Joe explica la naturaleza picante de la receta. El Condado de Clark celebra el Beer Cheese Festival anualmente en las primeras semanas de junio.